# Szeremlei Gábor
Szeremlei Gábor, névváltozatok: Szeremlei Császár, Szeremley (Izsófalva, 1807 – Sárospatak, 1867. január 26.) bölcseleti doktor, református lelkész, filozófiai író, teológiai tanár.

## Élete
Tanulni szülőhelyén kezdett. Azután Sárospatakra ment, ahol tanulmányainak bevégzése után köztanító, majd segédtanár volt. 1835-ben külföldre indult és félévet a bécsi teológiai fakultáson, felet a berlini egyetemen töltött. Hazájába visszatérte után 1838 elején felsőnyárádi lelkész, 1839 őszén pedig máramarosszigeti teológiai tanár lett. Innét 1841-ben a sárospataki akadémiához hívták meg, ahol hat évig politikát, négyig bölcseletet adott elő. 1851-ben a bécsi protestáns fakultás tanárának neveztetett ki és részt vett a magyar protestáns egyház szervezése ügyében és 1855. május-júniusban Bécsben tartott értekezleteken. Még ez évben visszatért Sárospatakra a dogmatika tanszékére, melyen 1867. január 26-án bekövetkezett haláláig működött. 1862. szeptember 23-án a bécsi fakultás teológiai doktori címmel tüntette ki.
Cikkei az Athenaeumban (1838-1841), a Sárospataki Füzetekben (melynek egyik alapítója volt, 1857. A protestantismus elve, közigazgatási előadás a sárospataki ref. főiskoláról, 1863. Tájékozás a feltámadás tárgyában felmerült vitatkozások terén).

## Munkái
- Az uj philosophia szellemvilági fejletében. Pest, 1841.
- Neveléstan. Sárospatak, 1843.
- Politika. Tanításainak rövid vázlatául. Uo. 1844.
- Geographiai Kézikönyv VI folyamban. Gymnasialis iskolák számára. Uo. 1845.
- Jogbölcsészet. Uo. 1849.
- Keresztyén vallástudomány. Ugyanott, 1859-62. Három kötet. 1859
- Válasz Ballagi Mór úrnak «Ker. vallástudomány» cz. munkám bírálatára. Uo. 1863.